# The Sims Triple Deluxe
The Sims Triple Deluxe er en spil-box The Sims-serien, der indeholder The Sims Double Deluxe og The Sims: Vacation.
der er også en skive med helt nyt bonusindhold som nye huse simmer tøj og møbler. Blev udgivet i Europa i 2003.